# Thornby (Northamptonshire)
Thornby est une paroisse civile et un village du Northamptonshire, en Angleterre.